# Sound of Barra

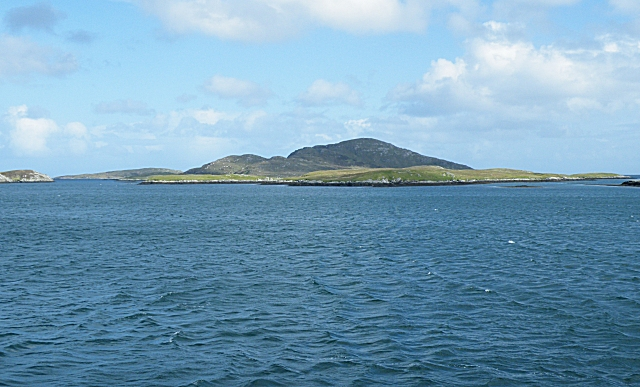
Isole nello stretto di Barra.

Carta dell'Ammiragliato britannico dello stretto di Barra.

Il Sound of Barra è un sound (stretto) marino situato nella porzione meridionale delle Ebridi Esterne in Scozia. Esso separa l'isola di Barra, a nord, e l'isola di South Uist a sud.

## Geografia
La superficie dello stretto è occupata per il 98,91% da aree marine e insenature, per l'1,07% da piane di marea e altre aree semisommerse e per lo 0,02% da scogliere e isolotti. In tutto vi sono dieci isole nelle acque dello stretto:
- Calvay
- Eriskay
- Fiaraidh
- Flodday
- Fuday
- Fuiay
- Gighay
- Hellisay
- Lingay
- Orosay

## Popolazione e trasporti
Tra le isole minori solo Eriskay è ancora abitata permanentemente, con una popolazione di circa un centinaio di abitanti. Sia Barra che South Uist sono invece abitate da circa mille persone la prima e milleottocento la seconda.
C'è un servizio di traghetti che attraversa lo stretto partendo dal villaggio di Ardmore (in gaelico scozzese Aird Mhòr), sull'isola di Barra, e arrivando a Ceann a' Ghàraidh, sull'isola di Eriskay.

## Ambiente marino protetto
Un processo di consultazione di 12 settimane è stato intrapreso dallo Scottish Natural Heritage (SNH) per conto del governo scozzese nell'autunno del 2011, a seguito di una proposta dei primi anni 2000, per proteggere l'ambiente marino dello stretto. Dopo due incontri pubblici tenuti a Castlebay su Barra e su Eriskay, lo status di Zona Speciale di Conservazione (ZSC) è stato confermato il 3 dicembre 2014.
Il luogo è stato selezionato come Zona Speciale di Conservazione principalmente per garantire la tutela dei suoi banchi di sabbia e dei suoi fondali, che presentano una notevole biodiversità: vi vivono gruppi di maerl, alghe rosse e laminarie, mentre la fauna consta principalmente di cirripedi e cozze, nonché delle tipiche foche comuni.